# Булор
Було́р (фр. Boulaur) — коммуна во Франции, находится в регионе Юг — Пиренеи. Департамент — Жер. Входит в состав кантона Сарамон. Округ коммуны — Ош.
Код INSEE коммуны — 32061.

## География
Коммуна расположена приблизительно в 610 км к югу от Парижа, в 55 км западнее Тулузы, в 20 км к юго-востоку от Оша.
На востоке коммуны протекает река Жимон.

## Климат
Климат умеренно-океанический. Лето жаркое и немного дождливое, температура часто превышает 35 °С. Зимой часто бывает отрицательная температура и ночные заморозки. Годовое количество осадков — 700—900 мм.

## Население
Население коммуны на 2010 год составляло 161 человек.
| 1962 | 1968 | 1975 | 1982 | 1990 | 1999 | 2010 |
| ---- | ---- | ---- | ---- | ---- | ---- | ---- |
| 193  | 163  | 154  | 140  | 126  | 128  | 161  |

## Администрация
| Период | Период | Фамилия        | Партия        | Примечания |
| ------ | ------ | -------------- | ------------- | ---------- |
| 1945   | 1953   | Альфонс Дюпен  |               |            |
| 1953   | 1964   | Луи Казобон    |               |            |
| 1964   | 1989   | Пьер Дартиг    |               |            |
| 1989   | 2005   | Жильбер Дартиг | Разные правые |            |
| 2006   | 2014   | Жан-Поль Рюэтш |               |            |
| 2014   | 2020   | Даниэль Данфлу |               |            |

## Экономика
В 2010 году среди 97 человек трудоспособного возраста (15-64 лет) 82 были экономически активными, 15 — неактивными (показатель активности — 84,5 %, в 1999 году было 70,7 %). Из 82 активных жителей работали 77 человек (28 мужчин и 49 женщин), безработных было 5 (3 мужчин и 2 женщины). Среди 15 неактивных 3 человека были учениками или студентами, 8 — пенсионерами, 4 были неактивными по другим причинам.

## Достопримечательности
- Аббатство Св. Марии[фр.] (XII век). Исторический памятник с 1972 года[4]

## Фотогалерея

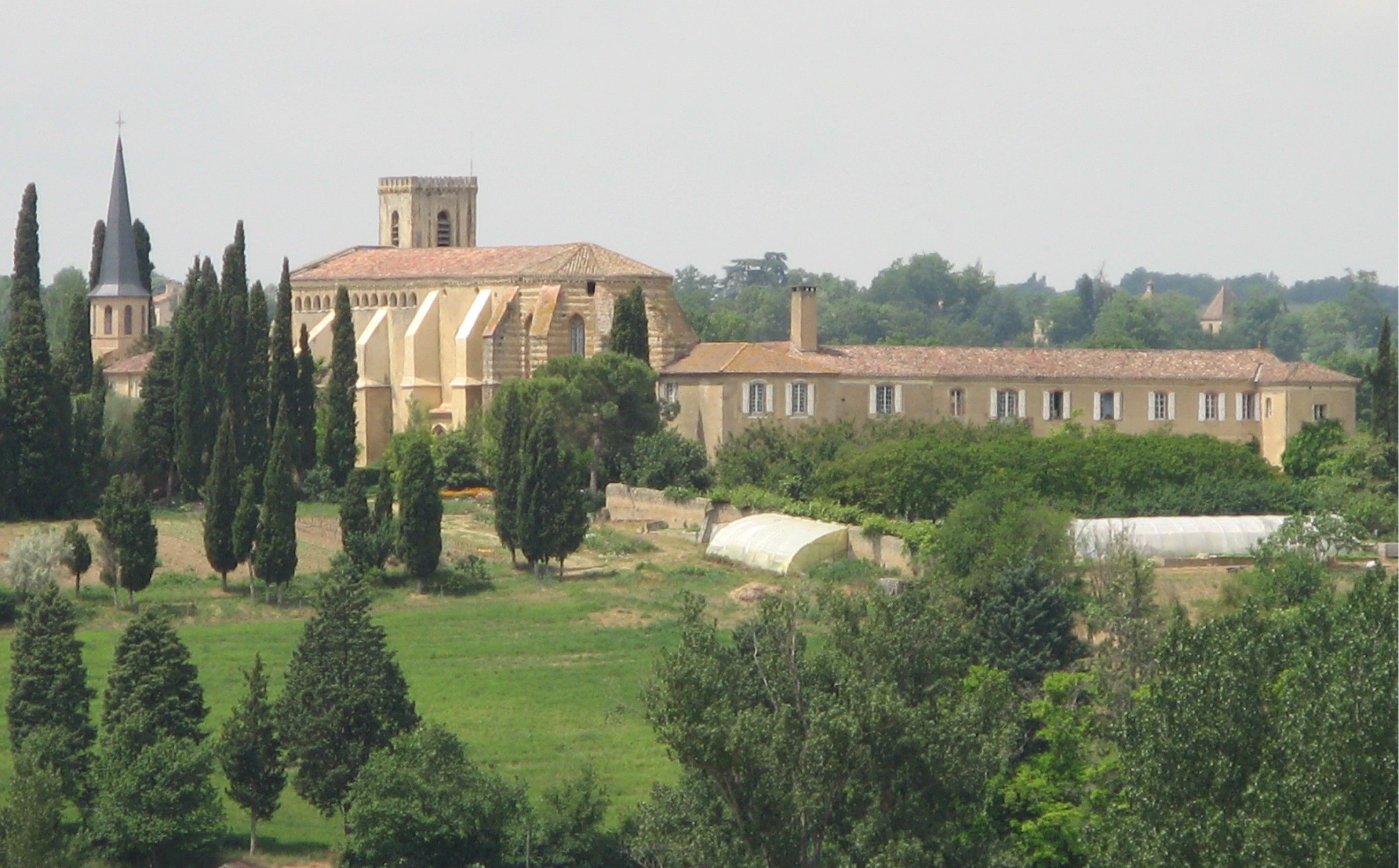
Аббатство Св. Марии
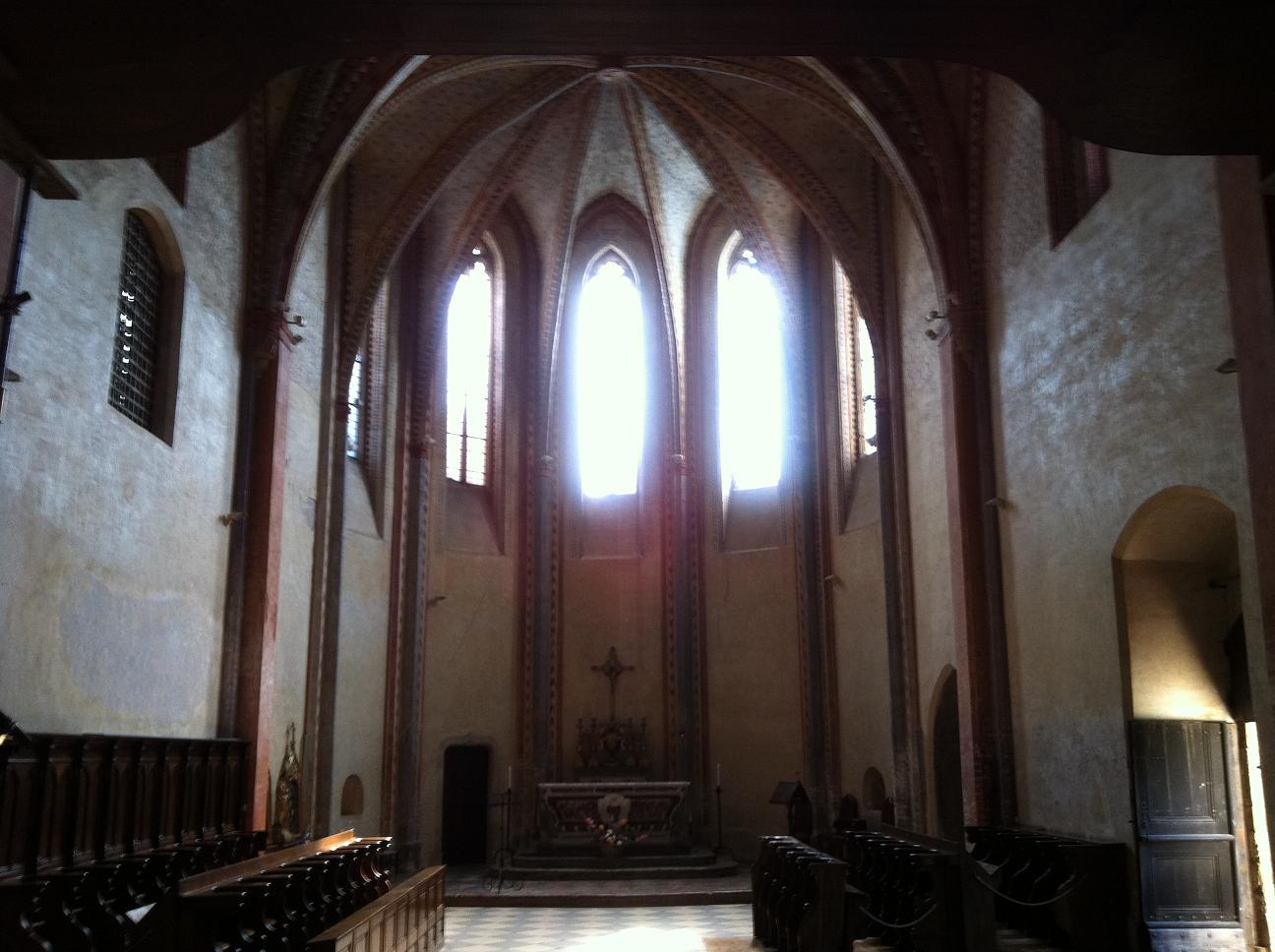
Церковь аббатства
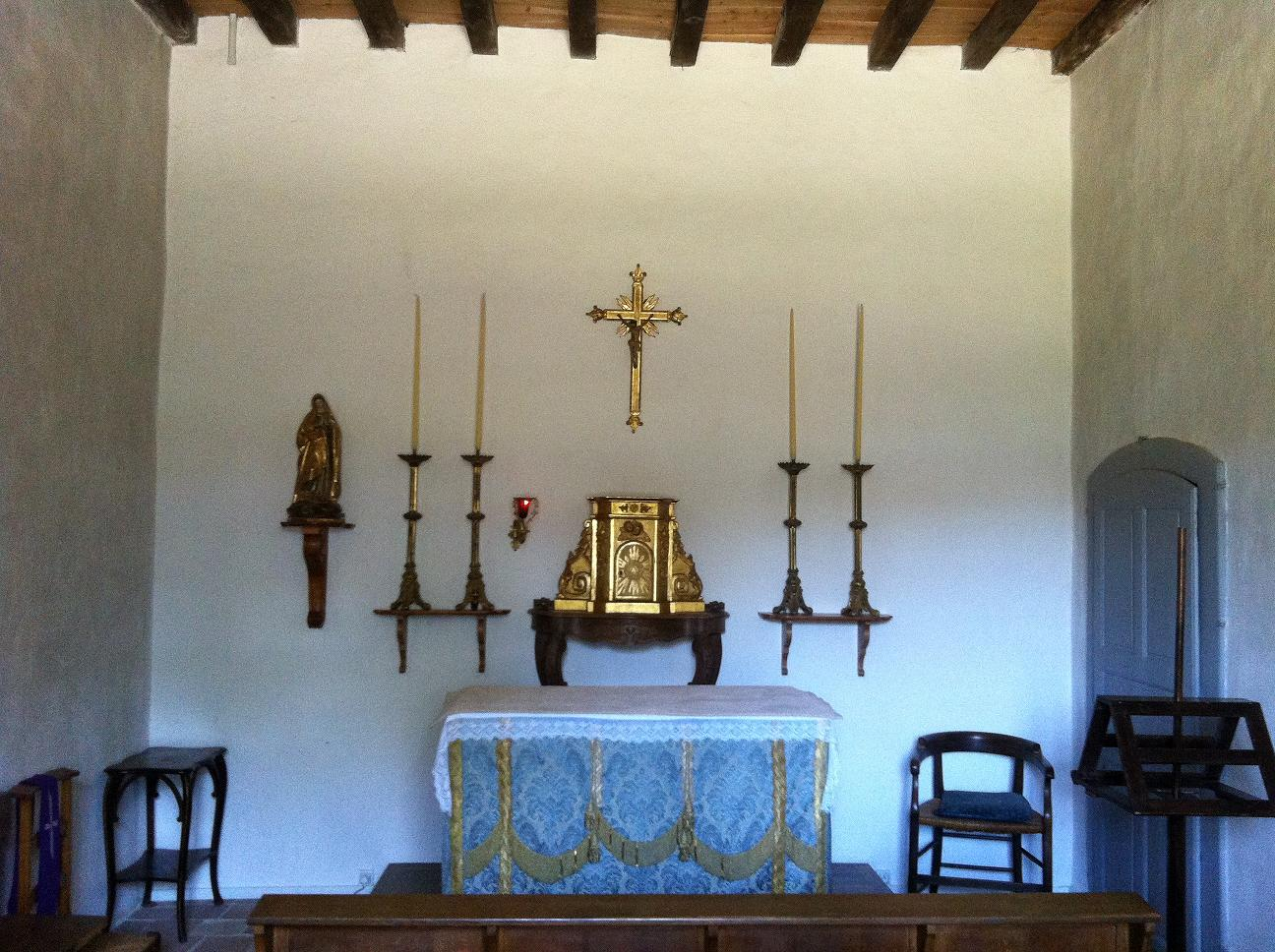
Ораторий аббатства
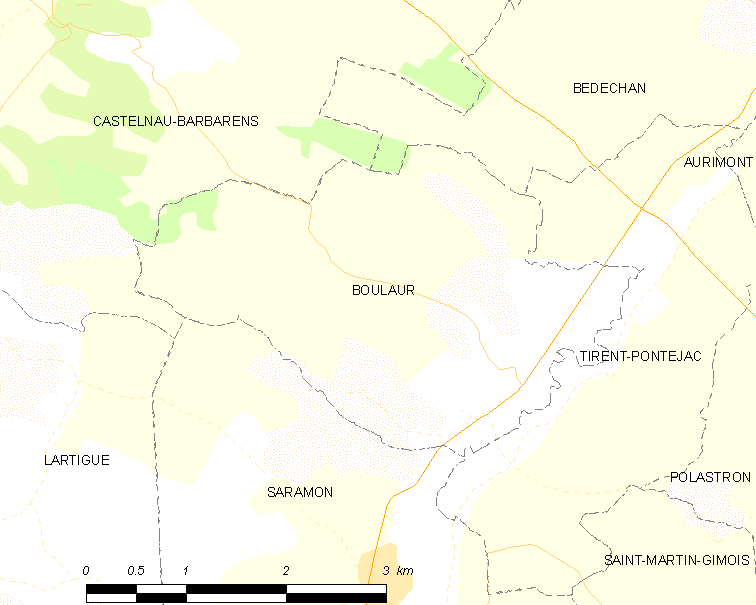
Карта коммуны